# Skłóty
Skłóty – wieś w Polsce położona w województwie łódzkim, w powiecie kutnowskim, w gminie Krośniewice.
13 listopada 1911 r. zginął niedaleko Skłót w wypadku drogowym, przygnieciony bryczką przewróconą przez spłoszone konie, polski malarz Wojciech Piechowski, który jechał do tej miejscowości dla objęcia posady nauczyciela rysunku w majątku hrabiego Dangla. Stała ekspozycja prac Wojciecha Piechowskiego znajduje się w Muzeum Ziemi Zawkrzeńskiej w Mławie.
Wieś szlachecka Skłoty położona była w drugiej połowie XVI wieku w powiecie łęczyckim województwa łęczyckiego. W latach 1975–1998 miejscowość administracyjnie należała do województwa płockiego.

## Zabytki
Według rejestru zabytków Narodowego Instytutu Dziedzictwa na listę zabytków wpisane są obiekty:
- zespół dworski Danglów, 2 poł. XIX w., nr rej.: 498 z 23.05.1979:
  - dwór
  - park z pozostałością sadu orzechowego, projektu Waleriana Kronenberga.

## Urodzeni w Skłótach
- Andrzej Potworowski – polski właściciel ziemski, kapral Wojska Polskiego, kawaler Orderu Virtuti Militari[7].